# دارن وارد (شناگر)
دارن وارد (به انگلیسی: Darren Ward) (زادهٔ ۲ دسامبر ۱۹۶۸) شناگر اهل کانادا است.